# Agostino Rigi Luperti
Agostino Rigi Luperti (Cagli, 15 agosto 1906 – Roma, 24 dicembre 1986) è stato un agronomo italiano.

## Biografia
Laureato in Scienze Agrarie a Bologna nel 1933. Cavaliere di gran croce dell'Ordine al merito della Repubblica Italiana. È stato Presidente della Delegazione Permanente Italiana delle Industrie Italiane presso la Comunità Economica Europea con sede a Parigi. Ha ricoperto l'ufficio di Direttore Generale dell'Alimentazione e quello di Direttore Generale della Produzione Agricola del Ministero dell'agricoltura e delle foreste. Durante la sua carriera è stato Membro del Consiglio Superiore dei Ministeri Dell'Agricoltura, dei Lavori Pubblici e della Sanità. Ha svolto il ruolo di Presidente dell'Istituto Nazionale della Nutrizione nonché quelli di Presidente dell'Istituto Superiore Giornalismo agricolo, di Presidente dell'Istituto Sperimentale di Zoologia Agraria e Direttore dei Corsi Nazionali per Dirigenti Tecnici del M.A.F. e di Direttore dei Corsi internazionali per Divulgatori in Agricoltura per i Paesi del Bacino del Mediterraneo. Fu chiamato a ricoprire l'incarico di Consulente Tecnico delle tenute della Presidenza della Repubblica. È stato Membro dell'Accademia dei Georgofili, dell'Accademia Nazionale dell'Agricoltura, dell'Accademia Nazionale dell'Olivo e di altre prestigiose Accademie. Ha ricevuto innumerevoli premi tra i quali: Primo premio nazionale Tecnici Agricoli (1967), Premio nazionale Stampa Agricola (1970). Premio Internazionale Zootecnia (1973), Medaglia d'oro Premio nazionale Tecnica Agraria (1973) e molti premi minori tra i quali la Ruscella d'Oro della Fiera del Tartufo di Acqualagna quale a testimonianza delle sue realizzazioni per la valorizzazione del tartufo. Infine nel 2013 il Comune di Cagli gli ha conferito alla memoria la civica benemerenza della Medaglia d'Oro. È stato un pubblicista ed autore di numerose pubblicazioni di tecnica, economia e sociologia.

## Opere
- Agostino Rigi Luperti, Allevamenti in collina Bologna, Officine grafiche Calderini, 1966.
- Agostino Rigi Luperti, La politica agraria italiana a favore della proprietà coltivatrice, Borgo a Mozzano, Centro Studi agricoli Shell, 1966.
- Agostino Rigi Luperti, Il pesco: Note rivolte agli agricoltori di Pesaro, Pesaro: Soc. An. Coop. Buona Stampa, 1932.
- Agostino Rigi Luperti, Guida alla concimazione dei terreni della Toscana, Bologna, Edagricole, 1965.
- Agostino Rigi Luperti, Dichiarazioni del direttore generale della produzione agricola del Ministero della agricoltura prof. Agostino Rigi-Luperti in occasione del convegno internazionale su Il grano duro in Italia e nei paesi del Mec, Foggia, 5 maggio 1969, [S.l., s.n., 1969].
- Agostino Rigi Luperti, Nuove vie della politica agraria provinciale, Perugia, a cura della Camera di commercio, industria e agricoltura, 1959.
- Agostino Rigi Luperti, Prospettive della meccanizzazione degli anni '80, atti del convegno organizzato a Pesaro il 17 maggio 1970, prolusione Agostino Rigi-Luperti, relazione Giuseppe Pellizzi, Roma, Multigrafica, [1971].
- Agostino Rigi Luperti, Il ruolo dell'agricoltura nell'economia molisana, di Giuseppe Barbero, Agostino Rigi Luperti, Gianrico Marciani. L'industria, l'artigianato, il commercio Ministero dei lavori pubblici, Napoli, Provveditorato o.o. p.p. Campania e Molise, 1964.
- Agostino Rigi Luperti, Le prospettive della produzione agricola (ortofrutta) a destinazione conserviera negli anni '70, convegno sul tema Problemi e prospettive della produzione conserviera italiana negli anni '70, [S.l. : s.n, 1970].

## Onorificenze e riconoscimenti

### Onorificenze
- Cavaliere di Gran Croce dell'Ordine al Merito della Repubblica Italiana  (anno 1986).
- Medaglia d'Oro della città di Cagli alla memoria (anno 2013)

### Premi
- Primo Premio Nazionale Tecnici Agricoli (anno 1967)
- Premio Nazionale Stampa Agricola (anno 1970)
- Premio Internazionale Zootecnia (anno 1973)
- Medaglia d'Oro Premio Nazionale Tecnica Agraria (anno 1973)